# Комиссариатское довольствие войск
Комиссариа́тское дово́льствие войск или Вещевое довольствие — понятие, существовавшее в вооружённых силах Российской империи и РККА; обозначало обеспечение вооружённых сил деньгами, материалами и вещами для обмундирования и снаряжения, обозами и лагерными принадлежностями, а также вещами, припасами и материалами для военных госпиталей.
К вещевому довольствию войска или комиссариатскому относились одежда, обувь и прочее, например составляющее снаряжение солдата казённые вещи, как-то: кивер, каска, портупея, перевязь, патронная сума, лядунка, ранец с ремнями, ружейный ремень, и прочее.  
Комиссариатское довольствие войск осуществлялось кригскомиссариатом, позже комиссариатским ведомством, которое эти казённые вещи и ремонтные деньги отпускало в гвардейские и армейские полки. До 1861 года противополагалось провиантскому довольствию. После 1861 года комиссариатское довольствие войск было объединено с провиантским и предметы того и другого вместе стали составлять интендантское довольствие.